# Catocala amestris
Catocala amestris là một loài Catocalini hiện diện ở Bắc Mỹ. Nó được xem là loài bị nguy cấp và được bảo vệ bằng luật phát ở bang Michigan.
Giống như phần lớn các loài thuộc chi Catocala, C. amestris có cánh dưới màu sáng và cánh trước màu xám nâu, sải cánh từ 1,6-1,8 inch (4-4.5 cm).